# Progressive Party of the Cook Islands
Die Progressive Party of the Cook Islands (PPCI, dt.: Progressive Partei der Cookinseln) ist eine Partei in den Cookinseln. Sie wurde erst im Oktober 2019 gegründet und wird von dem Beamten Te Tuhi Kelly geführt. Sie tritt für eine Reform der Ämterstruktur ein.
Der Parteiführer Kelly hat verschiedene kritische Statements gegenüber COVID-19-Impfungen und Impfpflicht veröffentlicht.
Die Partei errang nur 18 Stimmen bei den Wahlen 2022.

## Wahlergebnisse
| Wahl      | Stimmen | %   | Mandate |
| --------- | ------- | --- | ------- |
| Wahl 2022 | 18      | 0,2 | 0 / 24  |